# Bitwa Pięciu Armii
Bitwa Pięciu Armii – bitwa ze stworzonej przez J.R.R. Tolkiena mitologii Śródziemia, stoczona 23 listopada 2941 roku Trzeciej Ery pomiędzy armią goblinów i wargów a połączonymi siłami ludzi, elfów, krasnoludów i orłów.
Było to starcie, do którego doszło już po śmierci smoka Smauga. Podczas gdy ludzie i elfowie toczyli spór z krasnoludami o bogactwa Samotnej Góry, nadciągnęła wielka armia orków, których zamysłem było wykorzystanie zamieszania i podbicie całości okolicznych ziem. W obliczu tego ataku zwaśnione strony stanęły do wspólnej walki z najeźdźcami.
Bitwa ta jest jedyną batalią przedstawioną w Hobbicie i zarazem jednym z ważniejszych elementów fabuły książki, opisanym w rozdziale siedemnastym. Wzmianki na jej temat można też znaleźć we  Władcy Pierścieni.

## Przed starciem
Od 16 listopada elfy leśne z Leśnego Królestwa i ludzie z Esgaroth oblegali trzynastu krasnoludów pod wodzą Thorina Dębowej Tarczy w Ereborze, ci bowiem odmówili podzielenia się skarbami smoka Smauga. Do batalii doszło niespodziewanie – o ataku goblinów zawiadomił wszystkich czarodziej Gandalf Szary, w momencie gdy krasnoludowie z Żelaznych Wzgórz, wezwani na odsiecz przez Thorina, gotowali się uderzyć na ludzi i elfów, by przebić się do oblężonych. Jednak w obliczu zbliżania się wspólnego wroga zwaśnione strony połączyły siły.
W pośpiechu ustalono plan bitwy.

Jedyną nadzieję pokładali sojusznicy w zwabieniu przeciwnika w głąb doliny między dwa ramiona Góry; sami chcieli obsadzić wielkie ostrogi skalne wysunięte na wschód i południe.

Jedną z nich, wschodnią, zajął Bard z ludźmi z Esgaroth (w liczbie około dwustu) wraz z Dáinem Żelazną Stopą i pięcioma setkami krasnoludów z Żelaznych Wzgórz. Drugą ostrogę obsadziły oddziały elfów pod wodzą króla Thranduila, liczące około tysiąca wojowników. Tam też pozycję zajął Gandalf oraz Bilbo Baggins. Hobbit jednak nie wsławił się niczym szczególnym w batalii, bowiem szybko założył swój magiczny pierścień i stał się dla wszystkich niewidzialnym.

## Atak goblinów
Tymczasem od północy nadciągnęły gobliny z Gór Mglistych pod wodzą Bolga. Na tę wyprawę zgromadzono olbrzymią armię do której dołączyły wilki i wargowie. Szybko maszerując, wojownicy Bolga okrążyli Samotną Górę i dostali się do doliny. Na jej początku stała straż przednia, złożona z ludzi z Esgaroth. Na chwilę wstrzymali oni natarcie goblinów, lecz szybko musieli się wycofać. Wroga armia runęła naprzód szeroko między ramionami Góry w poszukiwaniu przeciwnika. Pierwsi rozpoczęli bitwę poddani Thranduila – zasypali nieprzyjaciół gradem strzał, po czym rzucili się do walki wręcz. Zaraz potem zaatakowali ludzie i krasnoludowie. Podkomendnych Bolga, naciskanych z obu stron, ogarnęła panika, a niektórzy spośród nich zaczęli uciekać. Zwycięstwo zdawało się być bliskie, gdy nagle okazało się, że gobliny

(...) wdarły się na Górę i już cały ich tłum obsiadł skały ponad Bramą, inne zaś spuszczały się w dół (...) gotowe zaatakować z wysoka placówki nieprzyjacielskie rozmieszczone w ostrogach Góry.

Sojusznicy musieli cofnąć się z doliny, by powstrzymać to nowe natarcie. Tymczasem nadciągnęły świeże siły wrogów – zastępy wargów i gwardia przyboczna Bolga.

## Szarża Thorina
Wtem do ataku ruszył Thorin wraz z towarzyszami. Zaskoczyło to wszystkich, bo sojusznicy zapomnieli o Królu spod Góry.

Zrzucili płaszcze i kaptury, mieli na sobie lśniące zbroje, a w oczach czerwony płomień bojowy. W zapadającym zmierzchu wódz krasnoludów zdawał się pałać jak złoto w ogniu.

Gwałtownym natarciem zaczęli spychać wrogów. Wojownicy Dáina przyłączyli się do nich, a w ślad za nimi ruszyło też wielu ludzi i elfów. Wszyscy zaatakowali gobliny w dolinie. Oddział Thorina rozproszył wargów, lecz powstrzymany został przez gwardię Bolga, która wkrótce otoczyła drużynę Króla spod Góry. Reszta goblinów zaczęła też spychać siły sojuszników nacierające od ostróg. Klęska zdawała się być tylko kwestią czasu.

## Przybycie orłów i Beorna
Nagle nadleciały jednak orły z Gór Mglistych pod wodzą swego władcy.

One to spędziły gobliny ze stoków Góry, strącając je w przepaści (...) w ten sposób wyzwoliły Samotną Górę, a wówczas elfy i ludzie z obu jej ramion mogli zbiec na odsiecz walczącym w dolinie.

Wróg miał jednak nadal znaczną przewagę liczebną. O wyniku bitwy przesądził Beorn – przybył nagle, przez nikogo nie wzywany, pod postacią wielkiego niedźwiedzia. Zaatakował gobliny od tyłu, przedarł się do okrążonej drużyny Thorina i zniósł z pola walki śmiertelnie rannego monarchę. Zaraz potem wrócił do boju. Ogarnięty furią bojową był niepokonany, nikt nie mógł mu się oprzeć, a żaden oręż się go nie imał. Rozproszył gwardię Bolga, a jego samego pokonał.

## Koniec bitwy
Wówczas gobliny rzuciły się do ucieczki, ścigane przez sojuszników. Wielu uciekinierów zepchnięto w wody Celduiny, inni zdołali zbiec do Mrocznej Puszczy, gdzie większość z nich zginęła.

Pieśni potem głosiły, że tego dnia poległo trzy czwarte wszystkich wojowników goblinów z północy, a w górach na długie lata zapanował odtąd pokój.

Większość wojowników spośród sprzymierzeńców odniosło lżejsze lub cięższe rany. W batalii oprócz Thorina zginęli również Kíli i Fíli.
W wyniku Bitwy Pięciu Armii gobliny zostały bardzo osłabione i przez dłuższy czas nie mogły atakować ościennych krain, spokojnie zaś odrodziło się zarówno Królestwo pod Górą, jak i Dale.

## Adaptacja Petera Jacksona
Film Hobbit: Bitwa Pięciu Armii, zgodnie z tytułem, jest poświęcony w dużej mierze właśnie tej batalii. Jej przebieg różni się jednak od książkowego i biorą w niej udział m.in. Azog, Legolas, czy Tauriel - postacie nieobecne w oryginale.